# Лас-Вегас (культура)
Культура Лас-Вегас — комплекс поселений позднего плейстоцена и голоцена вдоль побережья современного Эквадора, возникшая между 8000 до н. э. и 4600 до н. э. Культура Лас-Вегас представляет собой «раннюю оседлую адаптацию к экологически сложной прибрежной среде».
Тридцать один археологический памятник данной культуры был обнаружен на эквадорском полуострове Санта-Элена в провинции Санта-Элена — биологически сложном тропическом экотоне. Датировка подтверждена радиоуглеродным анализом.
Люди культуры Лас-Вегас занимались охотой и собирательством, а кроме того, владели примитивными технологиями сельского хозяйства. Были обнаружены костяные иглы и лопатка, которые могли использоваться для изготовления сетей или тканей, а также различные орудия и ёмкости из раковин; предполагается, что использовались и такие материалы, как древесина, бамбук, хворост и кора.
Хотя на побережье Эквадора мумии не были обнаружены, жители культуры Лас-Вегас были похожи на представителей современной им культуры Чинчорро на северном побережье Чили, от которой сохранились своеобразные мумии.
Дальнейшая судьба носителей культуры неизвестна. Археологи не нашли никаких доказательств присутствия людей на полуострове Санта-Элена в течение тысячелетия после 4600 г. до н. э. вплоть до появления культуры Вальдивия ок. 3500 г. до н. э.. 